# Campeonato Seichelense de Futebol
Seychelles First Divisioné a divisão principal do futebol nacional de Seicheles Ele é organizado pela Federação de Futebol das Seicheles.

## Seychelles League - Clubes de 2014
- Anse Réunion FC (Anse Réunion)
- Côte d'Or FC (Praslin)
- La Passe FC (La Passe)
- Light Stars FC (Grande Anse)
- Northern Dynamo (Glacis)
- Revengers FC
- St Francis FC (Relegated) (Baie Lazare)
- St Louis Suns United (Victoria)
- St Michel United FC (Anse-aux-Pins)
- The Lions (Cascade)

## Campeões
- 1979 : Saint-Louis FC
- 1980 : Saint-Louis FC
- 1981 : Saint-Louis FC
- 1982 : Mont Fleuri FC
- 1983 : Saint-Louis FC
- 1984 : Mont Fleuri FC
- 1985 : Saint-Louis FC
- 1986 : Saint-Louis FC
- 1987 : Saint-Louis FC
- 1988 : Saint-Louis FC
- 1989 : Saint-Louis FC
- 1990 : Saint-Louis FC
- 1991 : Saint-Louis FC
- 1992 : Saint-Louis FC
- 1993 : não realizado
- 1994 : Saint-Louis FC
- 1995 : Sunshine SC
- 1996 : St Michel United FC
- 1997 : St Michel United FC
- 1998 : Red Star FC
- 1999 : St Michel United FC
- 2000 : St Michel United FC
- 2001 : Red Star FC
- 2002 : La Passe FC and St Michel United FC (shared title)
- 2003 : St Michel United FC
- 2004 : La Passe FC
- 2005 : La Passe FC
- 2006 : Anse Réunion FC
- 2007 : St Michel United FC
- 2008 : St Michel United FC
- 2009 : La Passe FC
- 2010 : St Michel United FC
- 2011 : St Michel United FC
- 2012 : St Michel United FC
- 2013 : Côte d'Or FC
- 2014 : St Michel United FC

## Performance dos clubes
| Clube               | Cidade        | Títulos | Último Título |
| ------------------- | ------------- | ------- | ------------- |
| Saint-Louis FC      | Victoria      | 15      | 2017          |
| St Michel United FC | Anse-aux-Pins | 14      | 2020          |
| La Passe FC         | La Passe      | 4       | 2009          |
| Côte d'Or FC        | Praslin       | 3       | 2018          |
| Mont Fleuri FC      | Victoria      | 2       | 1984          |
| Red Star FC         | Anse-aux-Pins | 2       | 2001          |
| Anse Réunion FC     | Anse Réunion  | 1       | 2006          |

## Artilheiros
| Ano  | Artilheiros   | Time                                  | Gols |
| 2003 | Philip Zialor | St Michel United FC                   |      |
| 2006 | Yelvanny Rose | Anse Réunion FC                       | 13   |
| 2008 | Philip Zialor | St Michel United FC                   | 22   |
| 2009 | Philip Zialor | St Michel United FC & Anse Réunion FC | 19   |
| 2010 | Wilnes Brutus | St Michel United FC                   | 16   |
| 2011 | Yelvanny Rose | La Passe FC                           | 11   |